# 글래스고 하스켈 컴파일러
글래스고 하스켈 컴파일러(Glasgow Haskell Compiler, GHC)는 함수형 프로그래밍 언어 하스켈을 위한 기본 또는 기계어 코드 컴파일러이다. 하스켈 코드를 작성하고 테스트하기 위한 크로스 플랫폼 소프트웨어 환경을 제공하며 코드 생성 및 실행 프로세스를 간소화하는 다양한 확장, 라이브러리 및 최적화를 지원한다. GHC는 가장 일반적으로 사용되는 하스켈 컴파일러이다. BSD 라이선스에 따라 출시되는 자유 오픈 소스 소프트웨어이다. 주요 개발자는 사이먼 페이튼 존스와 사이먼 말로이다.